# 许方盛
许方盛（1969年3月—），湖北汉川人，汉族，中国共产党党员。中华人民共和国政治人物、第十三届全国人民代表大会湖北省代表。

## 生平
2018年，许方盛被选为湖北省出席第十三届全国人民代表大会代表。